# Afghanomastax kalatakiae
Afghanomastax kalatakiae är en insektsart som beskrevs av Marius Descamps 1974. Afghanomastax kalatakiae ingår i släktet Afghanomastax och familjen Eumastacidae. Inga underarter finns listade i Catalogue of Life.